# Gender and Education
Gender and Education est une revue évaluée par des pairs, éditée 7 fois par an par Taylor & Francis, avec un accent sur les perspectives mondiales sur l'éducation, le genre et la culture.
La revue est affiliée à l'association Gender and Education, et est co-éditée par Jo-Anne Dillabough (Université de Cambridge), Gabrielle Ivinson (Université d'Aberdeen), Julie McLeod (Université de Melbourne) et Maria Tamboukou (Université de l'Est de Londres).

## Indexation
- Academic Search
- Advanced Placement Source
- Applied Social Sciences Index and Abstracts
- Australian Education Index
- British Education Index
- Contemporary Women’s Issues
- Current Abstracts
- Current Contents
- Dietrich’s Index Philosophicus
- Education Research Index
- Education Source
- Education Resources Information Center
- Educational Administration Abstracts
- Educational Research Abstracts online
- European Reference Index for the Humanities (ERIH)
- ERIH PLUS
- Feminist Periodicals
- Gender Studies Database
- International Bibliography of Periodical Literature
- Professional Development Collection
- ProQuest
- Public Affairs Index
- Research into Higher Education Abstracts
- SCOPUS
- Social Science Citation Index
- SocINDEX
- Studies on Women and Gender Abstracts
- Teacher Reference Center
- Web of Science
- Women’s Studies International

Selon Journal Citation Reports, la revue avait en 2014 un facteur d'impact de 0.841, se classant 117e sur 219 revues dans la catégorie « Education & Educational Research ».